# Cmentarz w Szpikołosach
Cmentarz w Szpikołosach – nekropolia w Szpikołosach, utworzona na potrzeby miejscowej ludności unickiej w XIX w., od 1875 prawosławna, od okresu międzywojennego zespół dwóch cmentarzy użytkowanych odpowiednio przez prawosławnych i przez katolików obrządku łacińskiego. Użytkowana po II wojnie światowej tylko przez katolików, kwatera prawosławna jest zaniedbana.

## Historia i opis
Data powstania cmentarza nie jest znana. Najprawdopodobniej powstał w I poł. XIX w. jako nowy cmentarz jeszcze na potrzeby parafii unickiej. Po 1875 r. i utworzeniu w jej miejsce parafii prawosławnej, wskutek likwidacji unickiej diecezji chełmskiej, funkcjonował jako prawosławny. Cmentarz był użytkowany przez miejscową ludność prawosławną do końca II wojny światowej i wysiedlenia prawosławnych Ukraińców. W 1920 r. obok nekropolii swój cmentarz wytyczyła ludność rzymskokatolicka. Fakt, iż prawosławna część cmentarza została porzucona, a katolicka stale się rozrastała, spowodował ostatecznie połączenie obu cmentarzy.
Na początku lat 90. XX wieku na terenie nekropolii zachowało się w całości lub fragmentach 10 kamiennych i betonowych nagrobków sprzed 1945 r., wszystkie w kwaterze prawosławnej. Są to postumenty z krzyżami łacińskimi i prawosławnymi dekorowane wielostopniowymi gzymsami uskokowymi i tympanonami. Niemal wszystkie nagrobki były porozbijane i poprzewracane.  Inskrypcje na tych nagrobkach wykonane zostały w języku cerkiewnosłowiańskim. W części katolickiej dominują betonowe płyty poziome, obecne są również ludowe figury Chrystusa oraz lastrykowe stelle z krzyżami. 
Na cmentarzu wyróżniają się ponadto murowana kaplica grobowa z 1982 r., mogiła zbiorowa poległych w czasie II wojny światowej oraz, w części prawosławnej, mogiła Mikołaja Decha, sekretarza rejonowego KPP, obecnie odnowiona i pozbawiona pierwotnej informacji o działalności w partii.
Cmentarz porastają lipy, kasztanowce i jesiony w alejkach, jałowce kolumnowe i tuje przy grobach, a w kwaterze prawosławnej zarośla z bzu lilaka.